# チェッロ・ヴェロネーゼ
チェッロ・ヴェロネーゼ（伊: Cerro Veronese）は、イタリア共和国ヴェネト州ヴェローナ県にある、人口約2,600人の基礎自治体（コムーネ）。

## 地理

### 位置・広がり

#### 隣接コムーネ
隣接するコムーネは以下の通り。
- ボスコ・キエザヌオーヴァ
- グレッツァーナ
- ロヴェレー・ヴェロネーゼ

### 気候分類・地震分類
気候分類では、zona F, 3480 GGに分類される。
また、イタリアの地震リスク階級 (it) では、zona 2 (sismicità media) に分類される。

## 出身著名人
- ダミアーノ・クネゴ （自転車ロードレース選手）